# Corstiaan Bos
Corstiaan Andreas Bos (ur. 12 listopada 1923 w Alphen aan der Rijn, zm. 18 kwietnia 2009 w Katwijk aan der Rijn) – holenderski polityk i samorządowiec, członek ruchu oporu podczas II wojny światowej, deputowany krajowy i europejski.

## Życiorys
W okresie II wojny światowej pracował w urzędzie gminy Alphen aan der Rijn, później od 1943 ukrywał się i dołączył do ruchu oporu. Był więziony w obozie koncentracyjnym w Amersfoort, z którego udało mu się uwolnić. Po wojnie ukończył w 1948 gimnazjum, a następnie studia prawnicze. Od 1957 do 1963 pracował jako wykładowca nauk społecznych na Wolnym Uniwersytecie w Amsterdamie.
Działał w Unii Chrześcijańsko-Historycznej i po jej przekształceniu od 1980 w Apelu Chrześcijańsko-Demokratycznym. W latach 1963–1972 deputowany Tweede Kamer, w 1972 nie uzyskał reelekcji. Od marca 1969 do czerwca 1973 oddelegowany do Parlamentu Europejskiego, zasiadał także w Zgromadzeniu Parlamentarnym Rady Europy (1964–1969). W latach 1975–1989 burmistrz gminy Katwijk, od marca 1994 do stycznia 1995 tymczasowy burmistrz Sassenheim.

## Odznaczenia
Kawaler Orderu Lwa Niderlandzkiego (1973).